# Будинок на Турецькій вулиці
Будинок на Турецькій вулиці — американський художньо-біографічний фільм режисера Боб Рейфелсон. Знятий за однойменним оповіданням американського письменника  Дешилла Гемметта. Слоган фільму: «Жодна добра справа не залишиться безкарною».

## Опис фільму
Фільм «Будинок на Турецькій вулиці» — кримінальна драма, спільного виробництва Німеччини та США, що вийшла на екрани в 2002 році. На перший погляд фільм має невигадливий сюжет, в якому явно простежується передбачуваність наступних подій, але не тут то було. Інтрига в цьому і полягає, що спочатку всі дії відбуваються досить спокійно і невимушено, поки не навалюється весь драматизм протистоянь не на життя, а на смерть. Фільм «Будинок на Турецькій вулиці» відмінна професійна постановка, з прекрасним музичним супроводом і захоплюючою грою славнозвісних на весь світ акторів, таких як Семюел Л. Джексон і Мілла Йовович.
Сюжет фільму «Будинок на Турецькій вулиці»: головний герой мирний романтичний сищик Джека Фраєр, він займається пошуком викрадених машин і любить грати на віолончелі. До останнього свого захоплення він ставиться дуже серйозно і навіть має намір брати участь у конкурсі музикантів любителів в іншому місті, але всі його плани перевернула сусідка Емі, яка почала благати сищика знайти її 15 -річну дочку Коні, яка пропала три дні тому. Джек не займається розшуком людей, але не зміг відмовити зневірений жінці. Вся справа в тому, що Коні втекла з хлопцем ЗІПом, якого відразу не злюбила Еммі. Джек переглянув фотографію, де була зображена парочка, і пішов на Турецьку вулицю, де нібито жив цей пройдисвіт…

## Актори
- Грейс Забриски
- Даг Хатчинсон
- Джонатан Хіггінс
- Джосс Екланд
- Ларрі Дей
- Мілла Йовович
- Ноель Бертон
- Роберт Брюстер
- Роберт Уелч
- Стеллан Скарсгард
- Семюел Л. Джексон
- Теренс Боуман
- Тоні Калабретта
- Френсіс І. МакКарті
- Шеннон Лоусон
- Шоун Робертс
- Ендрю Кемпбелл